# 許睿瑜
許睿瑜（睿咩Rimmy，1989年8月30日—），南投縣竹山鎮人，現居新北市，台灣女性藝人，平面模特兒。學生時期參加知名雜誌主辦的制服美少女選拔，得到第一名後被經紀公司發掘。2011年7月的台灣電視節目《大學生了沒》中被認為歧視台灣南部美女，引發網友抵制“拒看”，因節目效果說出不當言論的台灣北部女大生許睿瑜於7月21日也跳愛河謝罪，向觀眾道歉的新聞使許睿瑜意外打開知名度。 2012年11月16日為20E Girls成員發行首張專輯《哈囉》，並擔任紅心字會愛心大使。

## 代言
- Garena-新瑪奇英雄傳
- 遊戲橘子-戰江湖(可可數位)
- 宇峻奧汀-搓麻將online[5]
- 在線科技-九刃online[6][7]
- ＡＸＥ香水-台灣區Angel

## 綜藝節目

### 助理主持
- 中天綜合台
  - 《黃金300秒》

- 華視
  - 《周六大挑戰》

- 5Tv
  - 天天歡樂頌

### 節目錄影
- 緯來綜合台《浩角正翔起》節目來賓
- 緯來體育台《女子職撞》舉牌女郎[8][9][10]
- 中天綜合台《大學生了沒》
- 三立都會台《國光幫幫忙》電玩美少女
- 三立都會台《國光幫幫忙》粉絲團高人氣正妹
- Channel V《我愛黑澀會》第一批錄影美眉

## 平面作品

### 雜誌

#### 封面採訪
- YAMAHA專門誌
- 速克達Scooter年鑑
- 兩輪誌 9月

#### 採訪
- 尖端COOL潮流雜誌 7月Cool Girl
- 超越車訊 BoGi雜誌 6月女郎

#### 特約
- Pure Girl雜誌創刊
- FHM 男人幫雜誌
- 大大雜誌
- BEAUTY美人誌
- 美人文化 nana少女雜誌
- PChome雜誌
- 超越車訊 BoGi雜誌
- 茉莉雜誌髮型書

#### 寫真類
- 絕色光影-香閨夢境
- 絕色光影-玩拍美少女

#### 其他
- 三采文化網拍第一名模教你擺出好POSE

### 廣告
- Yahoo奇摩 服務+ 生活+ 知識+
- 船井倍熱
- 美吾髮
- 運動彩券
- aPure
- So-net

## 戲劇

### 網路劇
- 《迷徒·Claire》飾演-Fency

## 獎項
- 【尖端出版社】談星雜誌 制服美少女選拔第一名
- 【蘋果日報】應用展女郎 第一名

## MV
| 年份   | 歌手      | 專輯 | 歌曲 | 發行類型      | 唱片公司 | 唱片編號 |
| ------ | --------- | ---- | ---- | ------------- | -------- | -------- |
| 2013年 | 20E girls | 哈囉 | 哈囉 | CD+DVD+寫真冊 | 禾廣     | NZM1301  |

## 外部連結
- 許睿瑜(睿咩Rimmy)/Facebook粉絲專頁
- 許睿瑜(睿咩Rimmy)/Facebook個人專頁
- 許睿瑜(睿咩Rimmy)Instagram
- 許睿瑜(睿咩Rimmy)的微博